# رون كريستي
رون كريستي (بالإنجليزية: Ron Christie)‏ هو صحفي ومحامي أمريكي، ولد في 7 أغسطس 1969 في بالو ألتو في الولايات المتحدة.

## وصلات خارجية
- رون كريستي على موقع إن إن دي بي (الإنجليزية)